# Laurent Abergel
Laurent Abergel (Marsiglia, 1º febbraio 1993) è un calciatore francese, centrocampista del Lorient.

## Carriera
Cresciuto nel settore giovanile dell'Olympique Marsiglia, dopo aver firmato il primo contratto professionistico nel 2013, ha esordito in prima squadra il 5 gennaio 2014, nella partita di Coppa di Francia vinta per 2-0 contro lo Stade Reims. Il 1º settembre 2014 passa in prestito all'Ajaccio; il 31 luglio seguente, dopo essersi svincolato dall'OM, viene tesserato dal club corso. Nel 2017 si trasferisce al Nancy, con cui firma un triennale; il 26 luglio 2019 viene acquistato dal Lorient, con cui si lega fino al 2022. Nella stagione successiva, conclusa anzitempo a causa della pandemia di COVID-19, conquista la promozione in Ligue 1 con la squadra arancio-nera.

## Statistiche

### Presenze e reti nei club
Statistiche aggiornate al 7 luglio 2020.
| Stagione        | Squadra         | Campionato      | Campionato | Campionato | Coppe nazionali | Coppe nazionali | Coppe nazionali | Coppe continentali | Coppe continentali | Coppe continentali | Altre coppe | Altre coppe | Altre coppe | Totale | Totale |
| Stagione        | Squadra         | Comp            | Pres       | Reti       | Comp            | Pres            | Reti            | Comp               | Pres               | Reti               | Comp        | Pres        | Reti        | Pres   | Reti   |
| --------------- | --------------- | --------------- | ---------- | ---------- | --------------- | --------------- | --------------- | ------------------ | ------------------ | ------------------ | ----------- | ----------- | ----------- | ------ | ------ |
| 2013-2014       | Ol. Marsiglia   | L1              | 1          | 0          | CF+CdL          | 1+0             | 0               | UCL                | 0                  | 0                  | -           | -           | -           | 2      | 0      |
| 2014-2015       | Ajaccio         | L2              | 17         | 0          | CF+CdL          | 1+2             | 0               | -                  | -                  | -                  | -           | -           | -           | 20     | 0      |
| 2015-2016       | Ajaccio         | L2              | 22         | 1          | CF+CdL          | 2+0             | 0               | -                  | -                  | -                  | -           | -           | -           | 24     | 1      |
| 2016-2017       | Ajaccio         | L2              | 37         | 1          | CF+CdL          | 2+1             | 0               | -                  | -                  | -                  | -           | -           | -           | 40     | 1      |
| Totale Ajaccio  | Totale Ajaccio  | Totale Ajaccio  | 76         | 2          |                 | 8               | 0               |                    | -                  | -                  |             | -           | -           | 84     | 2      |
| 2017-2018       | Nancy           | L2              | 31         | 1          | CF+CdL          | 2+2             | 0               | -                  | -                  | -                  | -           | -           | -           | 35     | 1      |
| 2018-2019       | Nancy           | L2              | 29         | 1          | CF+CdL          | 3+0             | 0               | -                  | -                  | -                  | -           | -           | -           | 32     | 1      |
| Totale Nancy    | Totale Nancy    | Totale Nancy    | 60         | 2          |                 | 7               | 0               |                    | -                  | -                  |             | -           | -           | 67     | 2      |
| 2019-2020       | Lorient         | L2              | 25         | 2          | CF+CdL          | 4+1             | 0               | -                  | -                  | -                  | -           | -           | -           | 30     | 2      |
| Totale carriera | Totale carriera | Totale carriera | 162        | 6          |                 | 21              | 0               |                    | 0                  | 0                  |             | -           | -           | 183    | 6      |

## Palmarès

### Club

#### Competizioni nazionali
- Campionato francese di seconda divisione: 2

Lorient: 2019-2020, 2024-2025